# Benzyltoluole
Die Benzyltoluole bilden eine Stoffgruppe mehrerer isomerer chemischer Verbindungen. Es handelt sich um eine Gruppe aromatischer Kohlenwasserstoffe, die formal methylsubstituierte Diphenylmethane und gleichzeitig chemisch eng mit Dibenzyltoluol verwandt sind.

## Vertreter
| Benzyltoluole      |                                                                                    |                                                                                    |                                                                                    |
| Name               | o-Benzyltoluol                                                                     | m-Benzyltoluol                                                                     | p-Benzyltoluol                                                                     |
| Strukturformel     | o-Benzyltoluol                                                                     | m-Benzyltoluol                                                                     | p-Benzyltoluol                                                                     |
| Andere Namen       | 2-Methyldiphenylmethan                                                             | 3-Methyldiphenylmethan                                                             | 4-Methyldiphenylmethan                                                             |
| CAS-Nummer         | 713-36-0                                                                           | 620-47-3                                                                           | 620-83-7                                                                           |
| CAS-Nummer         | 27776-01-8 (Isomerengemisch)                                                       |                                                                                    |                                                                                    |
| PubChem            | 69738                                                                              | 136427                                                                             | 69290                                                                              |
| Summenformel       | C14H14                                                                             | C14H14                                                                             | C14H14                                                                             |
| Molare Masse       | 182,26 g·mol−1                                                                     | 182,26 g·mol−1                                                                     | 182,26 g·mol−1                                                                     |
| Aggregatzustand    | flüssig                                                                            | flüssig                                                                            | flüssig                                                                            |
| Kurzbeschreibung   | farblose Flüssigkeit mit schwachem Geruch                                          | farblose Flüssigkeit mit schwachem Geruch                                          | farblose Flüssigkeit mit schwachem Geruch                                          |
| Schmelzpunkt       | 6,6 °C (0,01 Pa)                                                                   | −28 °C                                                                             | −30 °C                                                                             |
| Siedepunkt         | 281 °C                                                                             | 279 °C                                                                             | 282 °C                                                                             |
| Siedepunkt         | 283–287 °C (Isomerengemisch)                                                       |                                                                                    |                                                                                    |
| Dichte             | 0,995 g·cm−3 (Isomerengemisch)                                                     | 0,995 g·cm−3 (Isomerengemisch)                                                     | 0,995 g·cm−3 (Isomerengemisch)                                                     |
| Dampfdruck         | 0,66 Pa (20 °C, Isomerengemisch)                                                   | 0,66 Pa (20 °C, Isomerengemisch)                                                   | 0,66 Pa (20 °C, Isomerengemisch)                                                   |
| Löslichkeit        | praktisch unlöslich in Wasser (0,003 g/l bei 20 °C), löslich in Ethanol und Benzol | praktisch unlöslich in Wasser (0,003 g/l bei 20 °C), löslich in Ethanol und Benzol | praktisch unlöslich in Wasser (0,003 g/l bei 20 °C), löslich in Ethanol und Benzol |
| Brechungsindex     | 1,5763                                                                             |                                                                                    | 1,5712                                                                             |
| GHS- Kennzeichnung | aus Verordnung (EG) Nr. 1272/2008 (CLP), ggf. erweitert\| \| \|Gefahr              | aus Verordnung (EG) Nr. 1272/2008 (CLP), ggf. erweitert\| \| \|Gefahr              | aus Verordnung (EG) Nr. 1272/2008 (CLP), ggf. erweitert\| \| \|Gefahr              |
| H- und P-Sätze     | 304‐315‐413                                                                        | 304‐315‐413                                                                        | 304‐315‐413                                                                        |
| H- und P-Sätze     | keine EUH-Sätze                                                                    |                                                                                    |                                                                                    |
| H- und P-Sätze     | 273‐280‐301+310‐302+352‐331‐332+313                                                |                                                                                    |                                                                                    |
| Gefahrensymbol     | Gefahrensymbol                                                                     |                                                                                    |                                                                                    |

## Gewinnung und Darstellung
Benzyltoluol kann durch Kondensation von Benzylchlorid mit Toluol gewonnen werden.
o-Benzyltoluol kann durch Reaktion von o-Xylylchlorid mit Benzol und Zink, p-Benzyltoluol durch Reaktion von p-Bromtoluol mit Benzol oder Toluol, m-Benzyltoluol durch Reaktion von m-Xylylchlorid mit Benzol und Aluminiumtrichlorid gewonnen werden.

## Eigenschaften
Die Benzyltoluole sind brennbare, schwer entzündbare, farblose Flüssigkeiten mit schwachem Geruch, die praktisch unlöslich in Wasser sind.

## Verwendung
Die Benzyltoluole werden meist (im Gemisch der Isomere) als technische Flüssigkeit in Kondensatoren (Dielektrizitätsflüssigkeit) oder Wärmetransportflüssigkeit verwendet. In der Schweiz wurde die Jahresfracht an Benzyltoluolen in Elektroaltgeräten auf rund eine halbe Tonne geschätzt. Daneben werden Benzyltoluolgemische, zusammen mit Dibenzyltoluol, als mögliche flüssige organische Wasserstoffträger zur Speicherung von Wasserstoff diskutiert. Der Wasserstoff soll chemisch gebunden werden und dann bei normalen Umgebungsbedingungen transportierbar sein. Durch Zuführung von Wärme wird der Wasserstoff wieder freigesetzt.